# 1904年夏季奥林匹克运动会射箭比赛
1904年夏季奥林匹克运动会于1904年9月19日至21日在美国圣路易斯举行。共有6个射箭项目。其中3个项目是男子赛事，另外3个是女子项目。

## 奖牌榜
| 排名 | 国家／地区 | 金牌 | 银牌 | 铜牌 | 總數 |
| ---- | ---------- | ---- | ---- | ---- | ---- |
| 1    | 美国       | 6    | 6    | 5    | 17   |

| 项目             | 金牌                                                                      | 银牌                                                                        | 铜牌                                                                               |
| 男子約克雙輪     | 喬治布·萊恩特（美国）                                                     | 羅伯特·威廉斯（美国）                                                       | 威廉·湯普森（美国）                                                                |
| 男子美式雙輪     | 喬治·布萊恩特（美国）                                                     | 羅伯特·威廉斯（美国）                                                       | 威廉·湯普森（美国）                                                                |
| 男子團體         | 美国（USA） · 威廉·湯普森 · 羅伯特·威廉斯 · 路易斯·馬克森 · 加倫·斯賓塞   | 美国（USA） · 查爾斯·伍德拉夫 · 威廉·克拉克 · 查爾斯·哈伯德 · 塞繆爾·杜瓦爾 | 美国（USA） · 喬治·布萊恩特 · 華萊士·布萊恩特 · 賽勒斯·埃德溫·達林 · 亨利·B·理查森 |
| 女子全國雙輪     | 瑪蒂達·豪威爾（美国）                                                     | 艾瑪·庫克（美国）                                                           | 傑西·波洛克（美国）                                                                |
| 女子哥倫比亞雙輪 | 瑪蒂達·豪威爾（美国）                                                     | 艾瑪·庫克（美国）                                                           | 傑西·波洛克（美国）                                                                |
| 女子團體         | 美国（USA） · 瑪蒂爾達·豪威爾 · 傑西·波洛克 · 勞拉·伍德拉夫 · 萊昂妮·泰勒 | 美国（USA） · 艾瑪·庫克 · 梅貝爾·泰勒                                       | 未頒發                                                                             |

## 参赛国家
此次比赛仅有美国一个国家参赛。
- 美国（29）